# Héctor Enrique Santos Hernández
Héctor Enrique Santos Hernández (*Antigua Ocotepeque, 17 de agosto de 1917 - 10 de mayo de 2005, Tegucigalpa, Honduras) religioso hondureño. Arzobispo de la Arquidiócesis de Tegucigalpa.

## Vida
Héctor Enrique Santos Hernández, nació el 17 de agosto de 1917, en antigua Ocotepeque, en el departamento de Ocotepeque, falleció el 10 de mayo de 2005, en Tegucigalpa capital de la república de Honduras. Hijo del matrimonio entre el señor Manuel Santos Aguilar y la señora Balbina de Jesús Hernández Pinto. Ingreso en el seminario recibiéndose de sacerdote Salesiano de San Juan Bosco en 1947.

## Obra
el 12 de diciembre de 1958, en la iglesia María Auxiliadora de Comayagüela es consagrado como obispo, y seguidamente en el mismo año elevado a Obispo de la Diócesis de Santa Rosa de Copán, estando en esta comuna funda junto al Sacerdote y Licenciado Héctor Guillermo Chavarria el Instituto Salesiano Santo Domingo Savio para jóvenes varones, dicho colegio de segunda enseñanza católico marco tendencia al egresar de sus aulas una buena cantidad de graduados, el 14 de febrero de 1952 el obispo Santos Hernández es nombrado como Director del Instituto Salesiano San Miguel en Tegucigalpa.
En el mes de enero de 1961, monseñor Héctor Enrique Santos Hernández, autorizado por la "Conferencia Episcopal de Honduras", dispone la fundación de un seminario mayor interdiocesano para alumnos de Filosofía y Teología. Además, firma un contrato con la "Conferencia Episcopal de Canadá" que ofrece construir un seminario y dirigirlo. Con esto se quiere responder a un llamado del papa Juan XXIII a favor de América Latina. Por este mismo acuerdo se separan el Seminario Mayor y el Seminario Menor. Las primeras clases en los actuales edificios empiezan en julio de 1962, recibiendo el nombre de “Seminario Mayor Nuestra Señora de Suyapa”.
Monseñor Santos Hernández en el mes de abril de 1961, preside el Primer Congreso Diocesano en Santa Rosa de Copán, con la presencia de Obispos de Guatemala, El Salvador, y del país y contando con el presidente de la república doctor Ramón Villeda Morales.
1962. Héctor Enrique Santos, es nombrado como Arzobispo de la Arquidiócesis de Tegucigalpa. Compareció a los Concilios Vaticanos y dio gran aporte a la educación magisterial, como eclesiástica del país, comisionando al Obispo Auxiliar de Tegucigalpa Monseñor Óscar Andrés Rodríguez Maradiaga para que coordinara la organización, creación y funcionamiento de la Universidad Católica de Honduras "Nuestra Señora Reina de la Paz".
1993. Elevado a Arzobispo Emérito de la Arquidiócesis de Tegucigalpa, hasta su fallecimiento en 2005.
El obispo Hernández fue condecorado con la Orden de Francisco Morazán, Grado Gran Cruz Placa de Placa, asimismo la comandancia de las Fuerzas Armadas de Honduras le reconoció su trayectoria nombrándole: Pastor y apóstol, Consejero, amigo y maestro'.

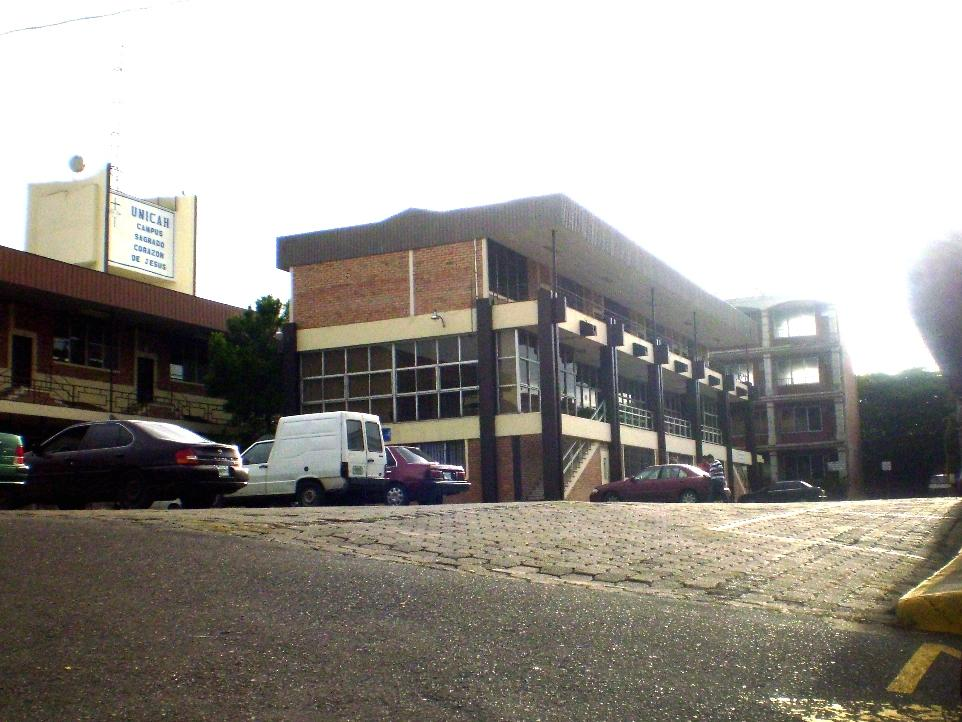
Campus de la Universidad Católica de Honduras (UNICAH).